# Tank 300
La Tank 300, chiamata precedentemente Wey Tank 300,  è un'autovettura prodotta a dal 2020 dalla casa automobilistica cinese Great Wall Motors dapprima con il marchio WEY e successivamente a partire dall'aprile 2021 con il marchio Tank.

## Descrizione
La Tank 300 è stata inizialmente presentata nel luglio 2020 al salone di Chengdu come Wey Tank 300, venendo in seguito immessa sul mercato cinese il 17 dicembre 2020. Inoltre è il primo veicolo ad essere costruito sulla nuova piattaforma denominata "Tank".
La Great Wall durante il salone dell'automobile di Shanghai nell'aprile 2021 ha deciso di trasformare Tank in un marchio autonomo a sé stante. La prima vettura ad essere lanciata con il marchio Tank è la Tank 300, ribattezzando la WEY Tank 300 con tale nomenclatura. Secondo il Trademark Office of the China National Intellectual Property Administration (CNIPA), la Great Wall Motors ha richiesto la registrazione del marchio TANK nel dicembre 2020.

## Motorizzazioni
Al lancio la vettura è disponibile con un motore turbocompresso a benzina da due litri con una potenza di 167 kW (227 CV), che le garantisce un'accelerazione nello 0 a 100 km/h in circa dieci secondi e una velocità massima a 170 km/h. Il cambio è un automatico a 8 marce.
Ad agosto 2022 è stata introdotta una versione ibrida abbinata al motore a benzina da due litri, che viene accoppiato ad un motore elettrico dalla potenza di 78 kW e 268 Nm e a un cambio automatico a 9 marce; insieme i due motori generano una potenza totale in 224 kW (305 CV).
| Modello | Commercializzazione | Motore     | N. Cilindri | Potenza         | Coppia Massima (N·m) |
| 2.0     | dal 2020            | Benzina    | 4           | 167 kW (227 CV) | 387                  |
| 2.0     | dal 2022            | Ibrido HEV | 4           | 224 kW (305 CV) | 640                  |